# Contante

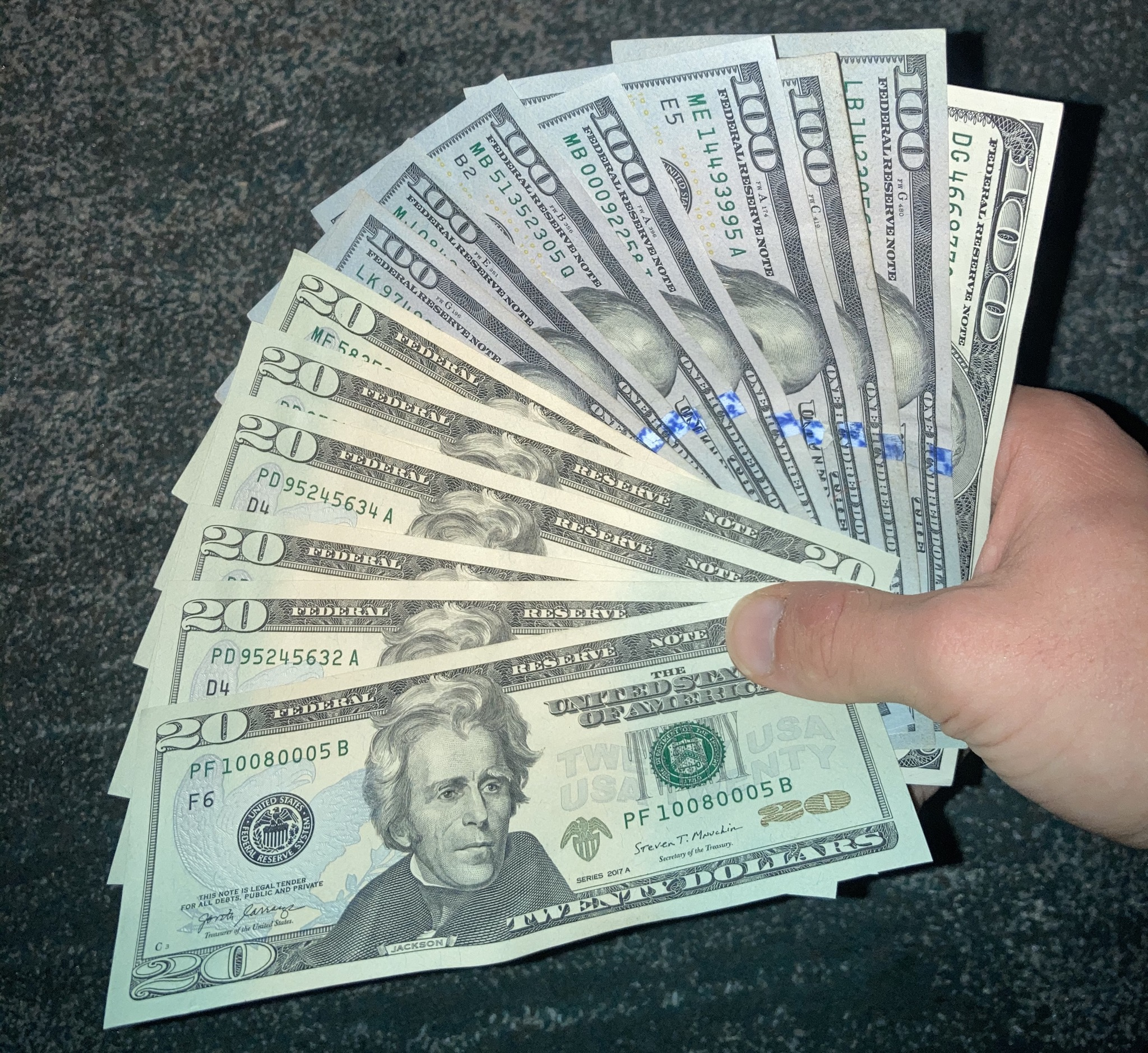
Banconote in dollaro statunitense

Il denaro contante, anche detto denaro liquido, è il denaro materialmente rappresentato da monete e banconote.

## Descrizione
Per effetto del riconoscimento ufficiale dell'entità (solitamente statale) che lo emette, il contante è immediatamente spendibile e, per ordine e prestigio della banca emittente, deve essere universalmente accettato nel territorio di riferimento.
Il contante viene contrapposto al denaro valutario, titolario, o in genere "cartolare", come assegni e cambiali, che rappresenta in forme fiduciarie il contante.
Per questo motivo, in taluni campi del commercio il contante è una forma di pagamento decisamente preferita, al punto da consentire l'applicazione di sconti. Non è estranea a questa pratica la considerazione della minore visibilità fiscale delle transazioni eseguite, e di una più generale riservatezza dei soggetti coinvolti.

## Tracciabilità dei pagamenti
Esistono varie proposte tendenti a restringere l'utilizzo del contante attraverso misure legislative che spingano verso la tracciabilità dei pagamenti mediante l'uso di transazioni elettroniche, o introducendo una tassazione sui prelievi in contanti. Quest'ultima imposizione, anche se di lieve incidenza, potrebbe produrre un gettito elevato, proporzionato alla massa del contante prelevato. Ad esempio, in un sistema economico come l'Italia, i soli prelievi in contanti da sportelli automatici ammontano a una quota annuale di circa 142 miliardi di euro (dati 2010).
Un'imposta del 5 per mille (1 euro su 200 di prelievo) produrrebbe un gettito di 700 milioni di euro sui soli contanti prelevati dagli sportelli automatici, compensando ampiamente l'ammanco di gettito (circa 150 milioni di euro) derivante dall'abolizione dei bolli su carte di credito e conti correnti. Il saldo positivo potrebbe essere usato per incentivare l'uso di strumenti alternativi e tracciabili in quelle categorie sociali, come pensionati e famiglie a basso reddito, che, tradizionalmente, vi fanno meno ricorso. In alcuni casi, sono state immaginate misure ispirate ai meccanismi della Tobin Tax.
Misure del genere sono state oggetto di un'inchiesta giornalistica del programma televisivo Report, trasmessa da Rai Tre il 15 aprile 2012, nel pieno della crisi finanziaria ed economica che ha colpito l'Italia.

## Nel mondo

### Italia

#### Restrizioni all'uso del contante
In seguito alle modifiche alla normativa antiriciclaggio, a partire dal 25 giugno 2008 qualsiasi pagamento in contanti non può superare i 12.500 euro (D.L. n. 112/2008). Tale limite è stato diminuito dal 31 maggio 2010 a 5.000 euro; il 13 agosto 2011 il limite è stato fissato a 2.500 euro; il 6 dicembre 2011, il limite è stato fissato a 1.000 euro, mentre dal 2016 il limite è salito a 3.000 euro. Il limite dal 1 luglio 2020 è diventato di 2.000 euro, da gennaio 2023 è invece di 5.000 euro.
Se l'importo da pagare è uguale o superiore a 5.000 €, il pagamento deve avvenire con uno strumento di pagamento documentato, cioè rintracciabile attraverso il sistema bancario o postale.
La ratio della normativa va ricercata nella istituzione di misure per la prevenzione del riciclaggio di denaro proveniente da attività illecite e per contrastare il fenomeno del cosiddetto pagamento in nero, cioè senza emissione di fattura. Si vedano i siti istituzionali per maggiori dettagli.
L'Italia è terzultima nell'Unione europea per uso di carte. Gli italiani usano banconote e monete per l'86% della loro spesa. La media europea di uso di carte di credito, di debito e di altri strumenti è del 74%. La Grecia è all'ultimo posto. Tra il 2008 e il 2017 il contante in circolazione in Italia è passato da 127,9 a 197,7 miliardi di euro, con un aumento del 3,8% solo nel 2017. Il valore delle banconote e delle monete in circolazione è passato nel decennio dall'8,1% all'11,6% del PIL. Nello stesso periodo, la quantità di denaro prelevato agli sportelli bancomat è aumentato dell'8,9% all'anno, fino a raggiungere i 193,6 miliardi di euro.
Cresce parallelamente l'uso di pagamenti elettronici, saliti del 5,4% in media all'anno dal 2008 in poi, fino ai 177,8 miliardi di euro nel 2016; All'anno vengono effettuati 43,1 acquisti con carte di pagamento. L'osservatorio Ambrosetti calcola che, allineandosi alla media europea dei pagamenti elettronici, l'Italia potrebbe fare emergere 40 miliardi di economia sommersa e 4 miliardi di euro di gettito IVA. Settori strategici ad alto incasso come i supermercati e le stazioni di rifornimento, hanno una media di acquisti in contante tra il 70 e il 75% del totale.
Nota bene: contrariamente a quanto comunemente ma erroneamente creduto, per i soggetti in contabilità semplificata, le registrazioni di pagamento non entrano automaticamente nell'imponibile, occorre un documento fiscale. Ne consegue che, in questi casi, si opera evasione fiscale anche se il pagamento è rintracciabile (potrebbe essere successivamente oggetto di contestazione in caso di eventuale controllo da parte degli organi ispettivi).

### Finlandia
L'esperienza finlandese nella lotta al contante ha decisamente portato dei risultati: la percentuale di pagamenti con carta di credito o di debito dei consumatori finlandesi nei negozi è aumentata dal 30% nel 2000 all'81% nel 2018, mentre l'uso del denaro si attesta ormai al 19%, secondo i dati della Banca di Finlandia. Per contro un dato allarmante arriva dalle stima di indebitamento dei cittadini, il non dover fisicamente avere a che fare con i contanti – utilizzando app o carte di credito – abbassa il livello di attenzione e consapevolezza rispetto alla spesa, spingendo al contempo le persone a non controllare con regolarità quanto resta sul proprio conto. Su 5,5 milioni di cittadini, in 390.000 (il 7% della popolazione) si trovano in sistematica morosità.